# 俄羅斯的亞歷山大·米哈伊羅維奇大公
亞歷山大·米哈伊洛維奇大公（俄語：Александр Михайлович Aleksandr Mikhailovich，1866年4月13日—1933年2月26日），沙皇尼古拉一世的孫子，尼古拉二世的妹夫。

## 家庭
1894年，亞歷山大與堂姪女謝妮亞·亞歷山德羅夫娜女大公結婚，兩人共有6子1女：
- 艾琳娜·亞歷山德羅夫娜（1895年—1970年）
- 安德烈·亞歷山德羅維奇（1897年—1981年）
- 費奧多爾·亞歷山德羅維奇（1898年—1968年）
- 尼基塔·亞歷山德羅維奇（英语：Prince Nikita Alexandrovich of Russia）（1900年—1974年）
- 季米特里·亞歷山德羅維奇（英语：Prince Dmitri Alexandrovich of Russia）（1901年—1980年）
- 羅斯季拉夫·亞歷山德羅維奇（英语：Prince Rostislav Alexandrovich of Russia）（1902年—1978年）
- 瓦西里·亞歷山德羅維奇（英语：Prince Vasili Alexandrovich of Russia）（1907年—1989年）